# فنجانيات (لاسعات)
الفنجانيات أو القدحيات  (الاسم العلمي: Scyphozoa) طائفة تشتمل قناديل البحر الكبيرة، وتوجد دائما في الشكل الميدوزي، أما الشكل الهدري فمنعدم أو قد يظهر في صورة بوليب صغير منفرد لفترة قصيرة أثناء دورة الحياة.
والميدوزة كبيرة فنجانية الشكل لها أعضاء حسية معقدة التركيب وخيوط معدية إندودرمية، وتنشأ فيها المناسل من طبقة الإندودرم. وليس للميدوزة سديل، ومن أمثلة هذه الطائفة حيوان الأوريليا Aurelia.